# Цурцах (муніципалітет)
Цурцах — муніципалітет у швейцарському кантоні Аргау. Столиця округу — Бад-Цурцах. Він охоплює район Студенланд і розташований у північно-східній частині кантону. Населення становить 35,041 (станом на 31 December 2020).

## Географія
Район Цурцах має площу, станом на  2009, площею 129,99 км2. З цієї площі 57,08 км2., або 43,9% використовується для потреб сільського господарства, а 51,23 км2., або 39,4% займає ліс. З решти землі 16,62 км2., або 12,8% заселено (будівлями або дорогами). Район розташований навколо злиття Ааре і Рейну.

## Демографія
Район Цурцах має населення (станом на грудень 2020 року) 35,041. Станом на пусто 2009  25,7% населення - іноземці.

## Економіка
У 2000 році в районі проживало 15454 робітники. З них 11295 або близько 73,1% мешканців працювали за межами району, а 6024 особи приїжджали на роботу в район. Всього в районі було 10183 робочих місць (не менше 6 годин на тиждень).

## Релігія
З 2000 року з перепису 16378 або 54,3% були римо-католиками, тоді як 7440 або 24,7% належали до Швейцарської реформатської церкви. З решти населення було 65 осіб (або близько 0,22% населення), які належали до католицької віри.

## Освіта
Населення шкільного віку (у 2008/2009 навчальному році), у муніципалітеті 2405 учнів відвідують початкову школу, 972 учні відвідують середню школу, 756 учнів відвідують вищу або університетську освіту.
| Герб           | Муніципалітет | Населення (31 грудня 2020) | Площа, км 2 |
| -------------- | ------------- | -------------------------- | ----------- |
| Böttstein      | Беттштайн     | 3,982                      | 7.41        |
| Döttingen      | Döttingen     | 4,244                      | 6.92        |
| Endingen       | Endingen      | 2,597                      | 11.91       |
| Fisibach       | Фізібах       | 543                        | 5.79        |
| Full-Reuenthal | Фул-Рюенталь  | 883                        | 4.82        |
| Klingnau       | Клінгнау      | 3,540                      | 6.71        |
| Koblenz        | Кобленц       | 1,671                      | 4.08        |
| Leibstadt      | Лейбштадт     | 1,404                      | 6.39        |
| Lengnau        | Ленгнау       | 2,770                      | 12,67       |
| Leuggern       | Лейгерн       | 2,180                      | 13.76       |
| Mellikon       | Меллікон      | 228                        | 2.71        |
| Schneisingen   | Шнайзінген    | 1,491                      | 8.25        |
| Siglistorf     | Сіглісторф    | 669                        | 5.51        |
| Tegerfelden    | Тегерфельден  | 1,202                      | 7.11        |
| Zurzach        | Цурцах        | 4,324                      | 25,99       |
| Всього         |               | 35,041                     | 129,99      |